# Cacatua alba
Cacatua alba là một loài chim trong họ Cacatuidae.

## Hình ảnh

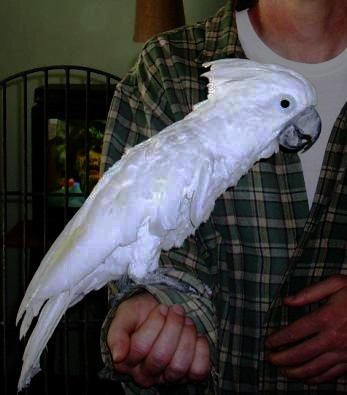
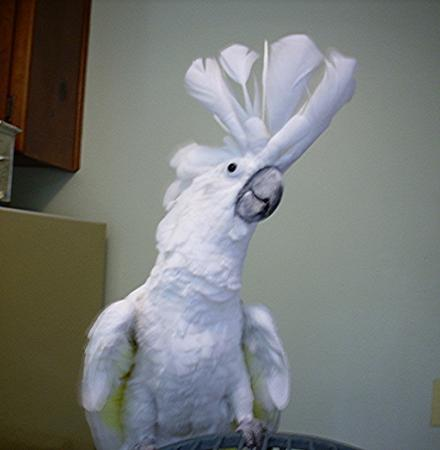
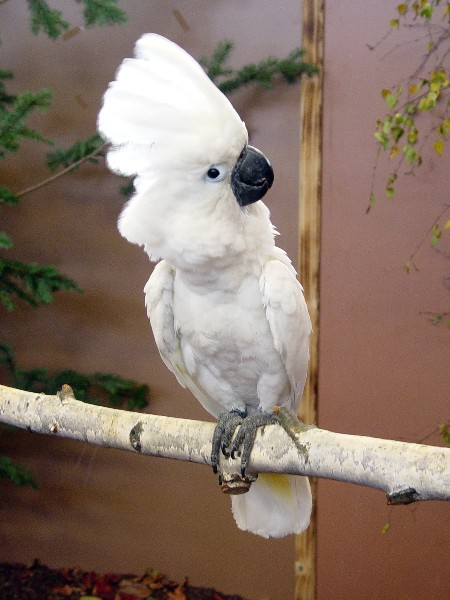
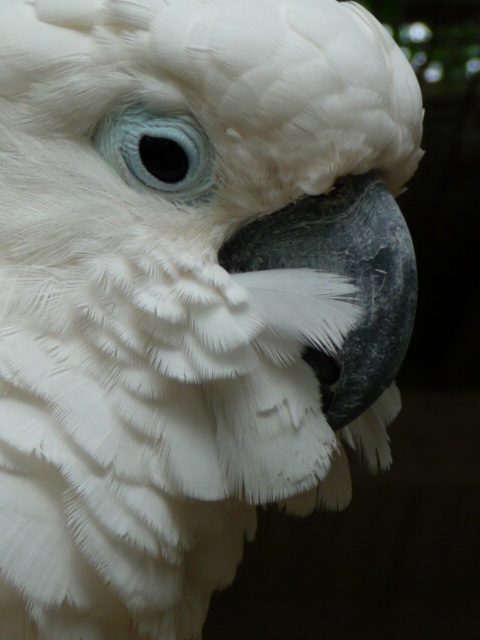
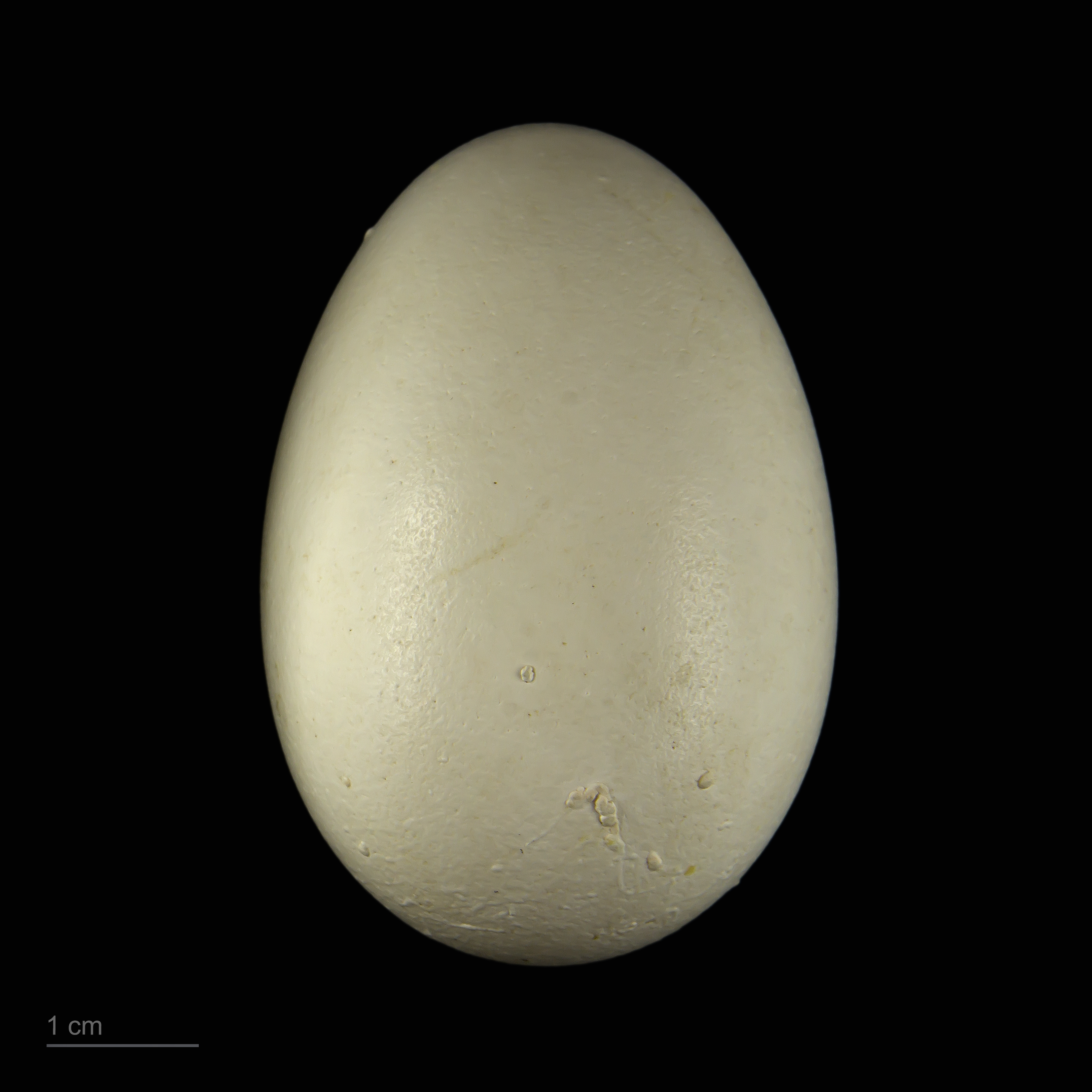
Museum specimen